# Fädige Palmlilie
Die Fädige Palmlilie (Yucca filamentosa) (englische Trivialnamen: Ferald’s Yucca, Narrow Leaf-Yucca) ist eine Pflanzenart der Gattung der Palmlilien (Yucca) in der Familie der Spargelgewächse (Asparagaceae).

## Beschreibung

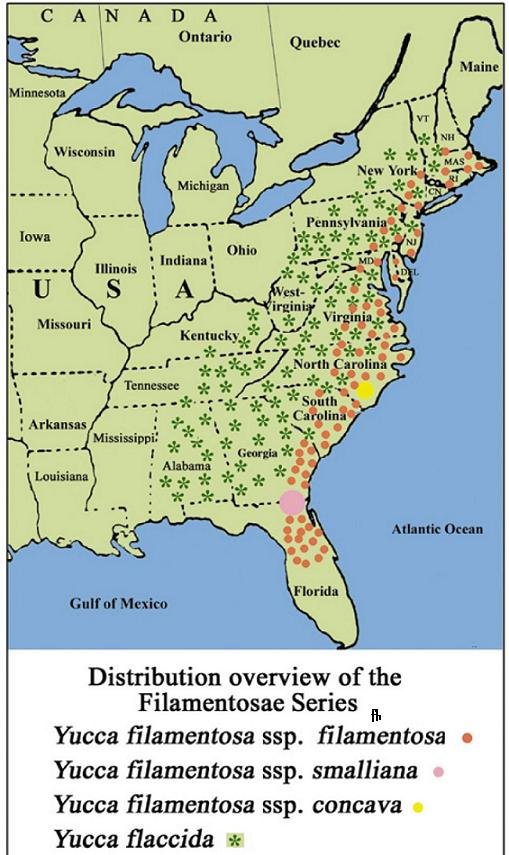
Yucca Filamentosae Serie Verbreitungsgebiet im Osten der USA.

Die Fädige Palmlilie ist stammlos und wächst solitär oder bildet buschige Gruppen. Die typischen Fasern finden sich an den Rändern der Laubblätter. Sie sind grün bis blaugrün und auf der Unterseite rau, 20 bis 60 cm lang und 2,5 bis 3 cm breit.
Der weit über den Blättern beginnende, verzweigte Blütenstand wird 2 bis 3 Meter hoch. Die hängenden, glockenförmigen, weißen bis cremefarbenen Blüten weisen eine Länge und einen Durchmesser von 4 bis 8 cm auf. Die Blütezeit reicht von Juni bis Juli.

## Vorkommen und Systematik
Die Fädige Palmlilie (Yucca filamentosa) ist nahe verwandt mit dem im Osten der USA in Bergregionen der Blue Ridges, Great Smoky Mountains, Appalachen und Pockono Mountains in lichten Wäldern angesiedelten Yucca flaccida.
Die Fädige Palmlilie ist in Mitteleuropa oft auch ohne Schutz in den Wintermonaten frosthart bis minus 15 °C, teilweise werden auch −20 °C genannt. Auch in Tim Behans Sammlung in Rhode Island ist sie winterhart. Die echte Art ist in Sammlungen selten. Die in Europa unter dem Namen Yucca filamentosa bekannten Gartenformen sind ausnahmslos Hybriden; Beispiele sind 'Atlanta' und 'Glockenbusch'.
Die Fädige Palmlilie ist in der Atlantikküstenregion in den Staaten Florida, Georgia, Virginia, North Carolina und South Carolina in Ebenen in Sandboden, Grasland und an Waldrändern in etwa Seehöhe verbreitet. Diese Art wächst oft vergesellschaftet mit Yucca aloifolia und verschiedenen Kakteenarten.
Die Erstbeschreibung durch Carl von Linné unter dem Namen Yucca filamentosa ist 1753 veröffentlicht worden.
Es können folgende Unterarten unterschieden werden:
- Yucca filamentosa subsp. filamentosa
- Yucca filamentosa subsp. smalliana (Fernald) Hochstätter. Diese Unterart wird von manchen Autoren auch zu Yucca flaccida Haw. gestellt.[2]
- Yucca filamentosa subsp. concava (Haw.) Hochstätter. Diese Unterart wird von manchen Autoren auch zu Yucca flaccida Haw. gestellt.[2]

Diese Art gehört zur Sektion Chaenocarpa in der Serie Filamentosae.

## Fotos
Yucca filamentosa:

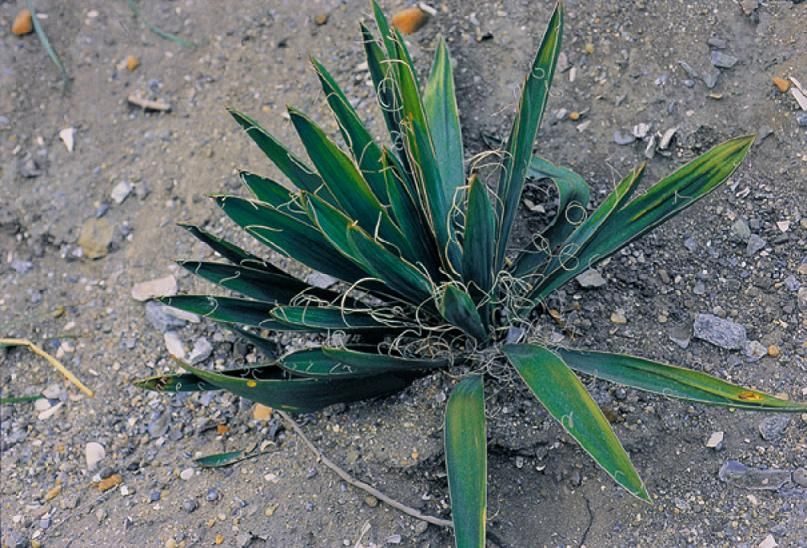
Altes Exemplar von Yucca filamentosa in South Carolina
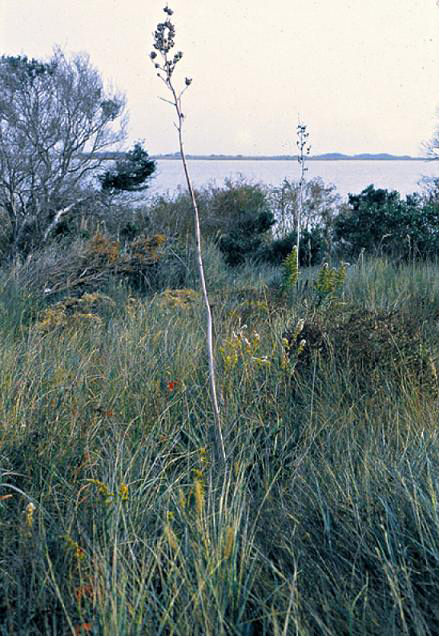
Mit langem Blütenstand in South Carolina
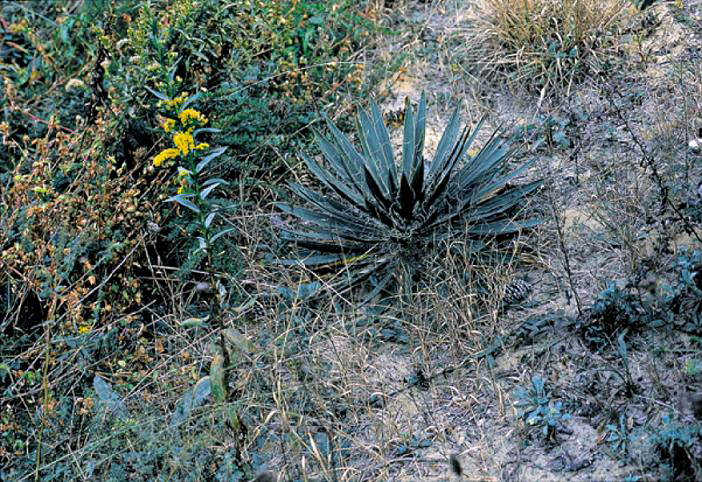
In North Carolina